# Pat the Bunny (hudebník)
Pat Bunny, vlastním jménem Patrick Schneeweis, (* 1987) je americký hudebník v důchodu. Byl frontmanem folkpunkových a anarchopunkových skupin Johnny Hobo and the Freight Trains, Wingnut Dishwashers Union a Ramshackle Glory. Původně pocházel z Brattleboro ve Vermontu a k závěru své hudební kariéry žil v Tucsonu v Arizoně. Jeho texty často popisují témata, jako je život pod kapitalismem, drogové závislosti a řešení společenský problémů radikálnímy způsoby. V roce 2016 odešel z anarchopunkové komunity.

## Životopis
Schneeweis se narodil v Brattleboro ve Vermontu. Dlouhou dobu hrál s mladším bratrem Michaelem. Jeho otec Charlie Schneeweis hraje na trumpetu.
V roce 2009 se Pat přihlásil na rehabilitaci kvůli závislosti na heroinu a alkoholu a na svém webu uvedl, že si není jistý, zda bude pokračovat v hudbě po rehabilitaci. Jakmile byl mimo rehabilitaci, přestěhoval se do Tucsonu v Arizoně a vytvořil kapelu Ramshackle Glory. Po rehabilitaci Pat vydal spoustu nahrávek s Ramshackle Glory, sólové akustické desky a split alba s dalšími DIY hudebníky. Dalších pět let cestoval jak s Ramshackle Glory, tak samostatně.
V únoru 2016 oznámil, že alespoň dočasně odchází z hudby, a prohlásil, že myšlenky punk rocku a anarchismu již neodpovídají jeho vlastním. Ramshackle Glory zahrál svou finální show na Plan-it-X Fest v červnu 2016. V prosinci 2016 vydali své poslední album One Last Big Job. Patrick Schneeweis oznámil, že nakonec věnuje výnosy ze své sólové práce a kapely prostřednictvím hudební platformy Bandcamp charitativním organizacím podporujícím hudební vzdělávání.